# هم‌کلاس (فیلم ۱۳۵۶)
هم‌کلاس فیلمی ایرانی به کارگردانی سیاوش شاکری و نویسندگی حسین مدنی محصول سال ۱۳۵۶ است. بازیگران فیلم لیلا فروهر، وفا، رضا کرم رضایی، جمشید مهرداد و فرشید فرشود هستند.

## خلاصه داستان
فرهاد، که فرزند یک رانندهٔ تاکسی است و بعد از ظهرها روی تاکسی پدرش کار می‌کند، به هم کلاس خود شیرین علاقه دارد؛ اما جوان شیادی به نام خسرو، که درصدد ازدواج با شیرین و تصاحب ثروت پدر او است، بر آن است تا رابطهٔ آن دو را به هم بزند. فرهاد به کمک زنی به نام لاله قصد دارد خوانندهٔ موفقی شود. خسرو شیرین را نسبت به رابطهٔ فرهاد و لاله بدبین می‌کند، و شیرین، به تلافی، به جوانی به نام جلال رو می‌آورد. فرهاد، پس از قطع رابطه با لاله، موضوع را برای شیرین روشن می‌کند و با والدینش به خواستگاری شیرین می‌رود. پدر شیرین موافق و مادرش مخالف وصلت آن دو است. دوستان خسرو به جواهر فروشی پدر شیرین دستبرد می‌زنند و با کشاندن فرهاد به محل او را به عنوان سارق به دام پلیس می‌اندازند. جلال و دوستانش، که هم کلاس فرهاد هستند، خسرو را، موقع فروش جواهرها به یک مال خر، به دام می‌اندازند و تحویل پلیس می‌دهند. به این ترتیب فرهاد آزاد می‌شود و زندگی مشترک خود را با شیرین آغاز می‌کند.

## بازیگران
- لیلا فروهر
- وفا
- رضا کرم رضایی
- جمشید مهرداد
- فرشید فرشود
- تورج پژوهان
- کاظم تهرانچی
- گیتی فروهر
- نعمت‌اله گرجی
- حمیده خیرآبادی